# Куёвкурган
Куёвкурган — развалины древнего чаганианского замка доисламского времени, стоявший в пригороде городища Зар-тепе, получил известность из-за глиняных скульптур высокого художественного качества, которые украшали его несохранившийся верхний этаж. Статуи изображают персонажей буддийского пантеона и отмечены чертами кушанского стиля. Установлено, что Куёвкурган был построен во второй половине V века и обитаем до начала VI века.
Исследованное здание стояло на пахсовом квадратном цоколе высотой 4 метра и было ориентировано с небольшим отклонением по сторонам света. Его прямоугольный план был нарушен в северо-западном углу, где как будто имелся выступ в западную сторону. Широкий вход по средине северного фасада вёл в длинный сводчатый вестибюль, протянувшийся вдоль всего фасада. Специалисты полагают, что в его выступающем западном конце, которая была разрушена, помещался пандус, связывавший оба этажа и кровлю. Входы из вестибюля вели в две параллельные ему и занимавшие западную часть здания. Восточная часть состояла из двух помещений — северного, квадратного в плане и, возможно, перекрытого куполом, и южного, значительную часть которого занимает массивный выступ у юго-восточного угла. Северная комната впоследствии была разделена на две камеры, одно в виде узкого коридора.